# السرداب الإمبراطوري

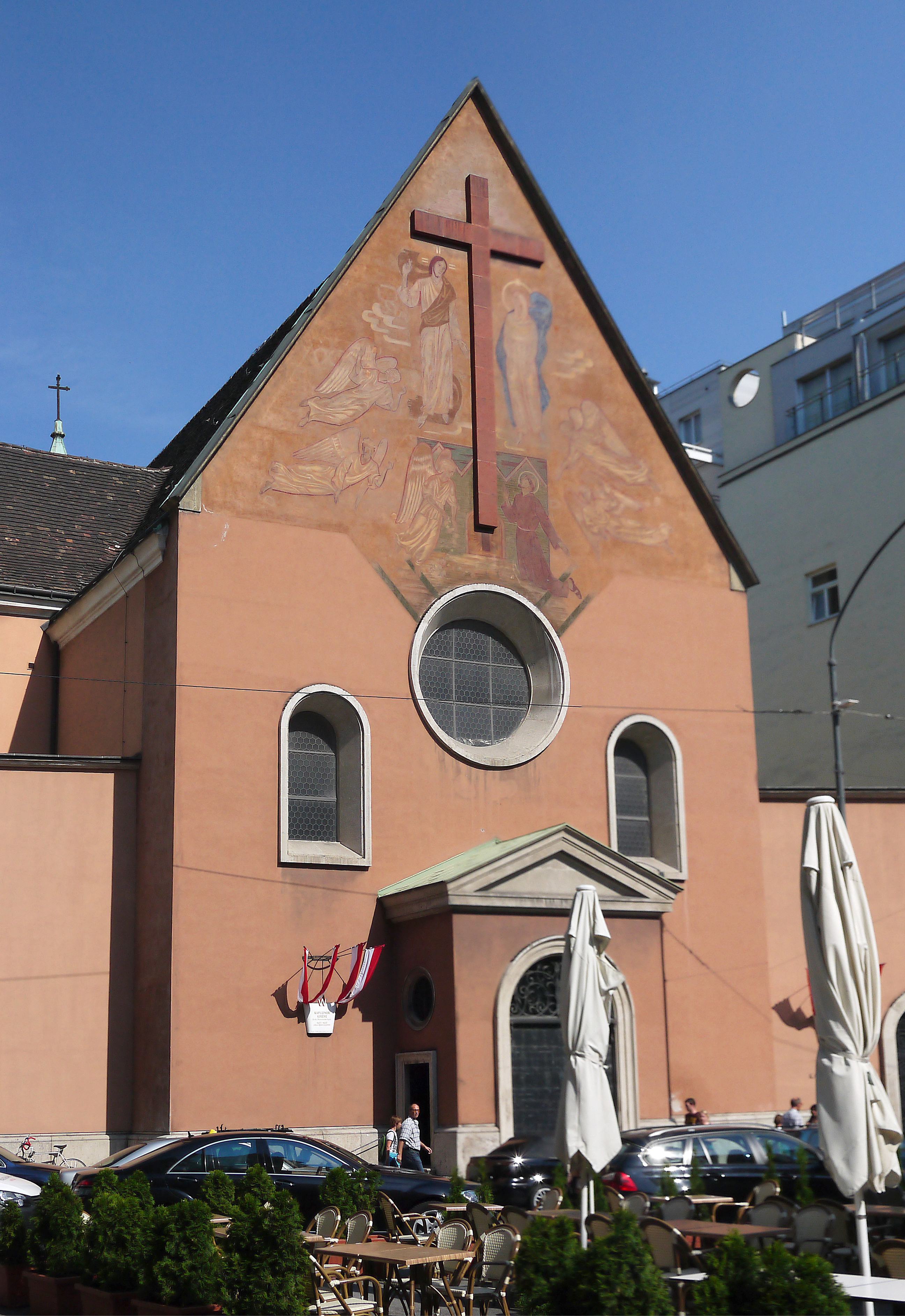
الكنيسة الكبوشيّة في فيينا، وتضم الكنيسة السرداب الإمبراطوري.

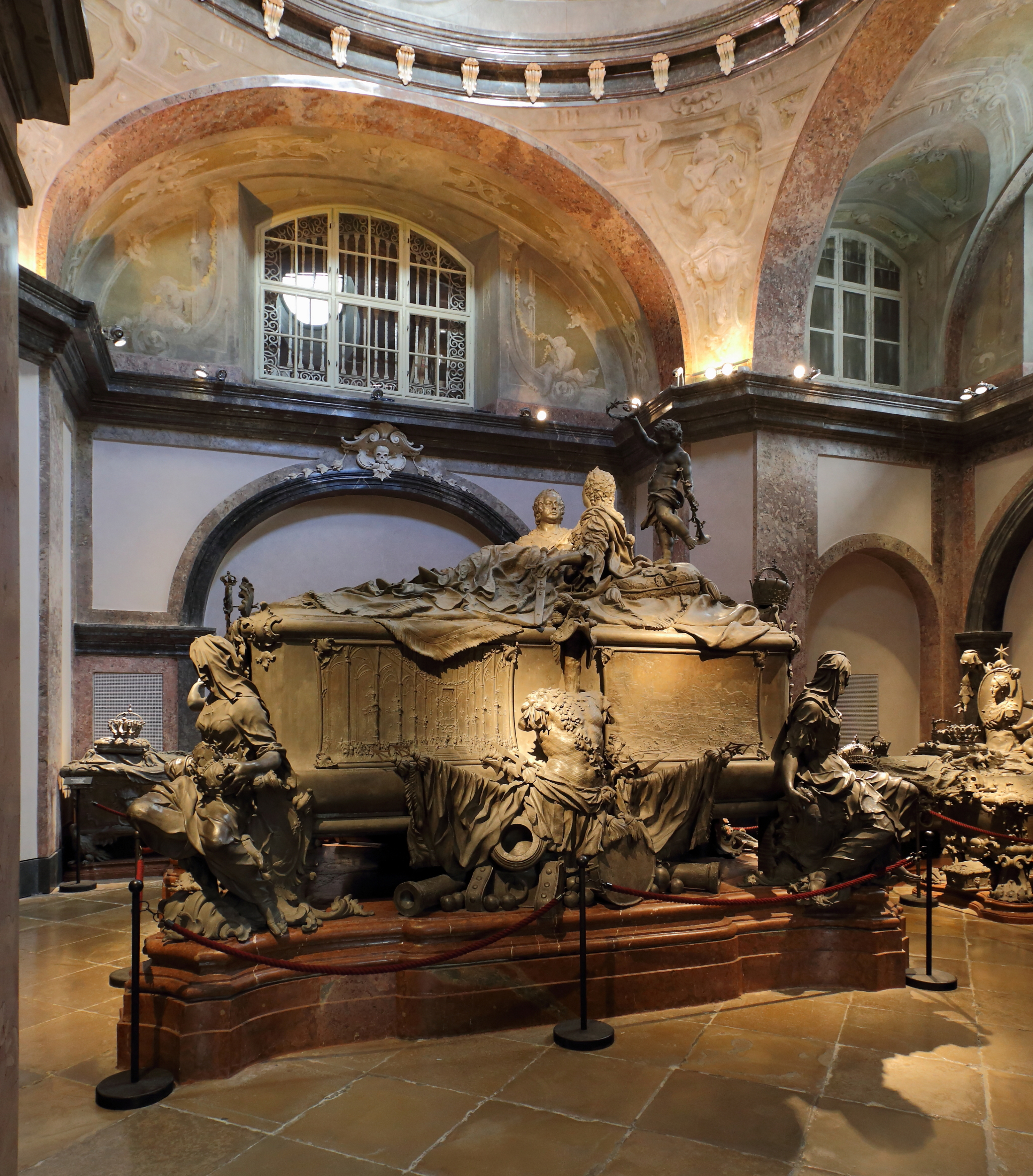
قبر ماريا تيريزا.

السرداب الإمبراطوري (بالألمانيّة: Kaisergruft) ويُسّمى أيضًا السرداب الكبوشي (بالألمانيّة: Kapuzinergruft)، هو غرفة دفن تقع تحت كنيسة ودير الكبوشيين في مدينة فيينا في النمسا.
تأسس السرداب في 1618، وكرّس عام 1632، ويقع في ساحة نوير ماركت، بالقرب من قصر هوفبورغ. منذ عام 1633، تحوّل السرداب إلى المكان الرئيسي لقبور أعضاء وأبناء أسرة هابسبورغ. يحوي السرداب على عظام لحوالي 145 من أعضاء آل هابسبورغ، بالإضافة إلى الجرار التي تحتوي على قلوب أو بقايا جثث لأربعة آخرين، ويضم السرداب عظام لحوالي 12 من الأباطرة و18 من الأباطرة النساء. النمط المعماري الرئيسي في السرداب هو نمط الروكوكو. يحرس ويملك السرداب رهبان الكبوشيين الكاثوليك.

## أعلام
- ماريا تيريزا
- فرانتس الثاني
- جوزيف الثاني
- فرانتس يوزف الأول
- ليوبولد الأول